# 栃木県道231号山内牧野線
栃木県道231号山内牧野線（とちぎけんどう231ごう やまうちまぎのせん）は、栃木県芳賀郡茂木町内を通過する一般県道である。

## 概要

### 路線データ
- 総延長：4.130km[1]
- 実延長：4.130km[1]
- 起点：栃木県芳賀郡茂木町大字山内（栃木県道171号山内上境線交点）
- 終点：栃木県芳賀郡茂木町大字牧野（栃木県道27号那須黒羽茂木線交点）
- 認定：1974年（昭和49年）2月5日

## 歴史

### 年表
- 1974年（昭和49年）2月5日 - 一般県道山内大藤線として認定。
- 2008年（平成20年）4月1日 - 路線名が山内牧野線に変更。[2]。

## 路線状況

### 交通量
24時間自動車類交通量（台/日）
- 839（推定値）

### 重複区間
- 栃木県道338号芳賀茂木線（茂木町小深-牧野間）

## 地理

### 通過する自治体
- 栃木県
  - 芳賀郡茂木町

### 交差する道路
| 交差する道路                        | 交差する道路                               | 交差点名 | 交差点名         |
| ----------------------------------- | ------------------------------------------ | -------- | ---------------- |
| 県道171号山内上境線                 | 県道171号山内上境線                        | 茂木町   | （大字山内地内） |
| -                                   | 県道274号牧野大沢線                        | 茂木町   | （大字牧野地内） |
| 県道338号芳賀茂木線                 | -（屈折）                                  | 茂木町   | （大字小深地内） |
| -                                   | 県道27号那須黒羽茂木線 県道338号芳賀茂木線 | 茂木町   | （大字牧野地内） |
| 県道27号那須黒羽茂木線 茂木市街方面 |                                            |          |                  |